# Po Ťü-i

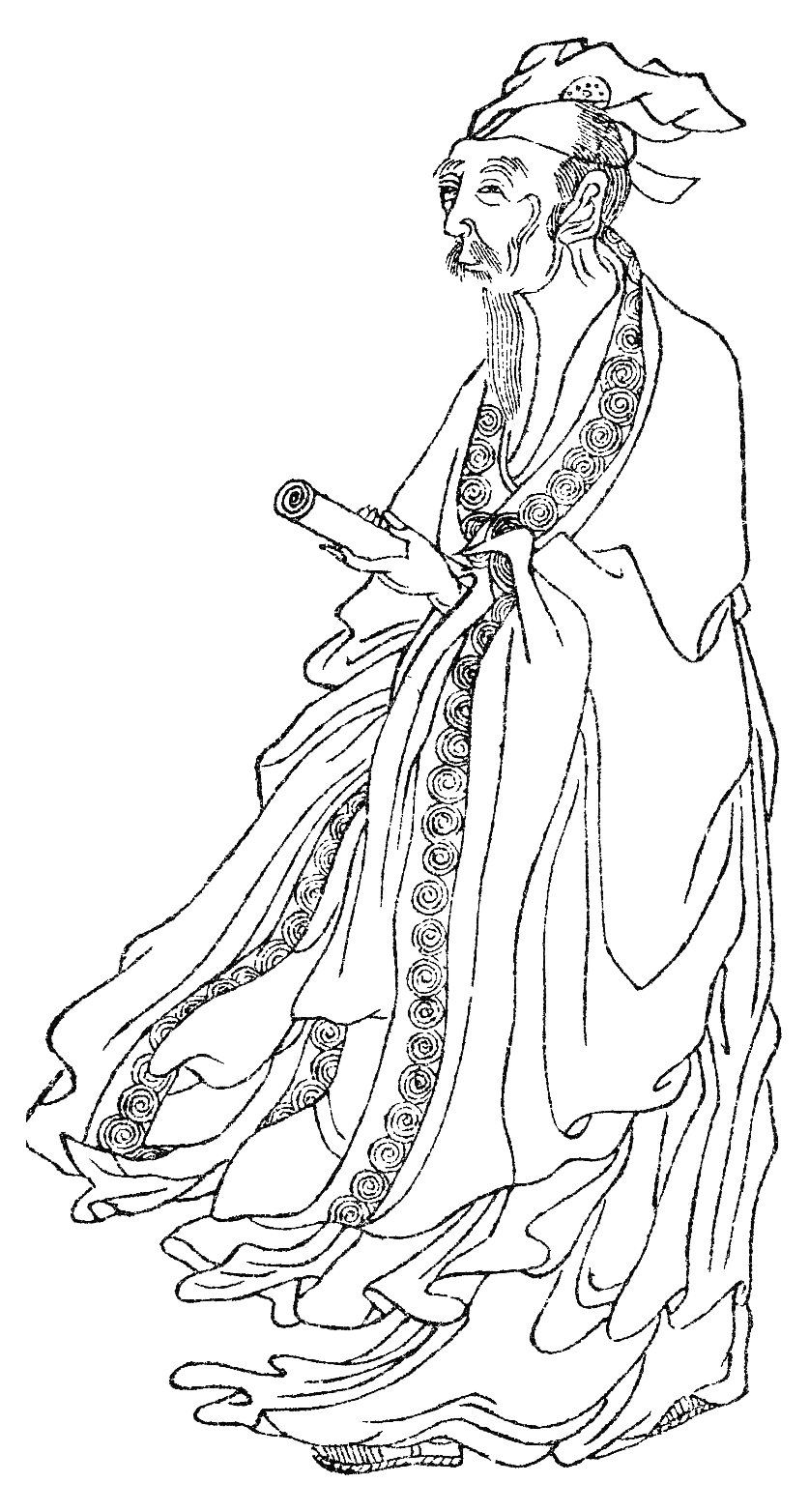
Po Ťü-i

Po Ťü-i (čínsky pchin-jinem Bái Jūyì, znaky 白居易, japonsky: Haku Rakuten, anglicky: Bo Chü-i; 772, Sin-čeng, Che-nan – 846, Luo-jang, Che-nan) byl čínský básník dynastie Tchang.

## Život
Narodil se v chudé, ale vzdělané rodině a vychován byl v zásadách konfucianismu. Státní zkoušky složil již v osmnácti letech roku 800, stal se členem císařské akademie a od roku 807 zastával vysoké postavení u císařského dvora v Čchang-anu. Jeho úspěšná kariéra úředníka skončila roku 815, když upadl v nemilost za protesty proti útlaku lidu a byl poslán do vyhnanství. O sedm let později byl omilostněn a získal úřad prefekta v Chang-čou (822–824) a následně v Su-čou (825–827). Zbytek svého života strávil v Luo-jangu vzdálen veřejného života, přičemž se přiklonil k buddhismu. V té době přijal jméno Paj Siang-šan

## Dílo
Po Ťü-i byl již za svého života oslavován jako velký básník, vydáván byl v Japonsku a v Koreji a část jeho díla již za jeho života v Číně zlidověla. Vědomě navazoval na básníky Li Poa a Tu Fua, ale svým předchůdcům vytýkal, že „utíkají do hor a řek“ a nevěnují pozornost kritice společnosti. Ve svých básních z doby, kdy byl vysokým úředníkem, projevoval soucit s utrpením prostého lidu. Mnoho jeho básní z té doby je silně satirických, posměšnou báseň napsal například i o Tao Te ťingu (Nad četbou starého mistra), neměl proto zrovna mnoho přátel. Po svém sesazení začal psát osobní lyriku a svými slavnými epickými básněmi na milostné náměty Píseň o loutně (Pchi pcha sing) a Píseň o věčném žalu (Čchang che ke, 長恨歌) o krásné dívce Jang Kuej-fej, která svou krásou zmámila císaře Süan-cunga a nenáviděná na císařském dvoře zemřela žalem, uvedl do čínského básnictví dlouhou epickou báseň. Obě básně patří mezi nejslavnější čínské básně vůbec, byly zpívány a předváděny lidovými vypravěči a později dokonce zdramatizovány.

## Ukázka z poezie
Čtyřverší je uvedeno v překladu Josefa Hiršala:
Tvář podobná chlapci z nefritu je ta tam.

Jak jinovatkou spálené teď spánky nově mám.

Neleká mne jen, že tělo zestárlo.

Že srdce víc než tělo mi zestárlo, cítívám.

## Česká vydání
Kromě jednotlivých básní v antologiích vyšly tři výbory z jeho díla:
- Drak z černé tůně, Nakladatelství ČSAV, Praha 1958, přeložil Josef Kolmaš, přebásnila Jana Štroblová, znovu v rozšířeném vydání Mladá fronta, Praha 1964.
- Trojzvuk, Melantrich, Praha 1987, přeložil Josef Hiršal pod jménem Marty Ryšavé[4], jde o výbor z poezie Meng Chao-žana, Wang Weje a Po Ťü-iho (pod jménem Paj Siang-šan).
- Datlovník v meruňkovém sadu, Vyšehrad, Praha 1996, přeložil Josef Kolmaš, přebásnila Jana Štroblová.